# Van twaalf tot twee
Van twaalf tot twee was een radioprogramma van de KRO. Het werd uitgezonden vanaf september 1967. Het werd gepresenteerd door onder meer Ted de Braak en Hans van Willigenburg en werd in de loop der jaren uitgezonden op Hilversum 1 en bepaalde tijd op Hilversum 2, maar vanaf oktober 1971 tot september 1974 ook op maandag en donderdag op Hilversum 3, zodat het programma toen horizontaal elke werkdag werd uitgezonden op de zender waar de KRO die dag zendtijd had.
De 1000e uitzending werd live op televisie uitgezonden op 19 maart 1973, voor de gelegenheid vanuit de Utrechtse Jaarbeurs. De Braak en Van Willigenburg verzorgden samen de presentatie. Gasten waren o.m. Gerard Cox, Frans Halsema en Marie-Cécile Moerdijk. In deze uitzending zal 1000x van 12-2 hebben geklonken, geschreven door Hans Peters jr. (muziek) en Lea Smulders (tekst). 
Op 28 december 1990 werd de laatste uitzending gemaakt en uitgezonden op Radio 2. In deze uitzending blikte Ted de Braak terug aan de hand van oude fragmenten. Het programma werd door de KRO-leiding geschrapt vanwege een sterk terugnemende populariteit. 
Een van de medewerkers was ook Kees Schilperoort, die in de jaren 1990 ook bij Radio538 nog een programma had met de titel Van twaalf tot twee, maar dat werd in de nacht uitgezonden.

## Raden maar
Een bekend onderdeel van het programma was Raden maar, een spel waarbij luisteraars een geluid moesten raden. Het spelonderdeel haalde een luisterdichtheid van 25% van de bevolking.
Na zijn pensioen keerde het spelletje met Schilperoort in 1982 weer terug, nu echter bij Veronica eveneens van twaalf tot twee, maar nu van twaalf tot twee in de nacht. De KRO maakte echter bezwaar en daarom werd het programma hernoemd in De Stemband en moest niet een geluid, maar de stem van een bekende Nederlander worden geraden. Dit spelletje was niet nieuw en werd al eerder gespeeld in het VARA-radioprogramma Z.O. 135.

## Huisorkest
Het radioprogramma had een eigen huisorkest, de Boertjes van Buuten. Dit orkest trad ook op in KRO-televisieprogramma's. In 1973 kreeg het orkest een nieuwe naam, bezetting en - in de persoon van Piet Zonneveld - een nieuwe dirigent.